# 트래비스 피멀
트래비스 피멀(Travis Fimmel, 1979년 7월 15일 ~ )은 오스트레일리아의 배우이다.

## 출연 작품
- 워크래프트: 전쟁의 서막 - 안두인 로서 역
- 린 온 피트 - 레이 역
- 아메리칸 잡 - 해리 바버 역
- 드림랜드
- the Vikings - 라그나르 로드브로크 역
- 히어 아 더 영 맨

## 같이 보기
- 오스트레일리아인